# Pëtr Petrovič Dolgorukov (1777-1806)
Il principe Pëtr Petrovič Dolgorukov, in russo Пётр Петрович Долгоруков? (19 dicembre 1777 – San Pietroburgo, 8 dicembre 1806), è stato un generale e nobile russo.

## Biografia
Figlio del maggiore generale Pëtr Petrovič Dolgorukov e di sua moglie, Anastasia Simonovna Lapteva, era fratello dei generali Vladimir Petrovič Dolgorukov e Michail Petrovič Dolgorukov.
Nel marzo del 1778 si arruolò nelle guardie del Reggimento Izmajlovskij, iniziando il proprio servizio attivo nel gennaio del 1792 col grado di capitano nel reggimento dei granatieri di Mosca. Nel giugno del 1793, col grado di maggiore, venne nominato aiutante di campo del suo prozio, il generale principe Jurij Vladimirovič Dolgorukov. Nel novembre del 1795 venne trasferito in un reggimento di guarnigione a Mosca con la promozione al grado di tenente colonnello. Nel maggio del 1797 ricevette il grado di colonnello.
Nel settembre del 1798 venne nominato comandante della città di Smolensk e promosso al grado di maggior generale; in tre mesi rimise in ordine la città, inviando un rapporto sulla fedeltà dell'aristocrazia di Smolensk al trono russo, che gli valse l'attenzione dello zar Paolo I che lo nominò (all'età di soli 21 anni) suo aiutante generale.
Con l'ascesa al trono dello zar Alessandro I, il principe Pëtr venne subito incluso tra i principali funzionari del suo regno. Nel 1802, visitò per conto dello zar i governatorati di Hrodna e Vilnius, si recò due volte a Berlino con l'obiettivo di cementare relazioni amichevoli tra Russia e Prussia e riuscì ad impedire una rovinosa rottura con la Svezia, venendo inviato sul posto per eliminare i disaccordi sorti riguardo ai confini finlandesi.
Nel 1805, quando iniziò la guerra con la Francia, si recò nuovamente a Berlino per convincere il re di Prussia ad agire di concerto con la Russia e l'Austria. Prima della battaglia di Austerlitz, Napoleone inviò il generale Savary presso lo zar Alessandro con l'offerta di un incontro. Alessandro inviò per suo conto Dolgorukov a dialogare col suo omologo francese. Napoleone lo accolse molto gentilmente, ma malgrado gli ottimi presupposti e fiducioso nella potenza dell'armata russa, il principe Dolgorukov respinse tutte le proposte di Napoleone, formulandone invece delle altre più favorevoli alla Russia e in maniera decisa. Dopo i negoziati, Dolgorukov ne concluso con lo zar Alessandro I che Napoleone era visibilmente impaurito di scontrarsi con l'esercito russo. Nella battaglia di Austerlitz, Dolgorukov comandò la fanteria nel corpo d'armata del principe Bagration, mostrando grande coraggio, respingendo più volte gli attacchi nemici. Il giorno dopo la battaglia, fu inviato a Berlino per sollecitare il re di Prussia a dichiarare guerra a Napoleone il prima possibile.
Nell'autunno del 1806, il sovrano russo gli ordinò di ispezionare l'esercito riunito nel sud del paese per organizzare un'azione contro la Turchia. Non ebbe il tempo di terminare l'ispezione che gli venne ordinato di portarsi immediatamente a San Pietroburgo per discutere le misure da prendere in vista della sconfitta dell'esercito prussiano da parte di Napoleone a Jena.

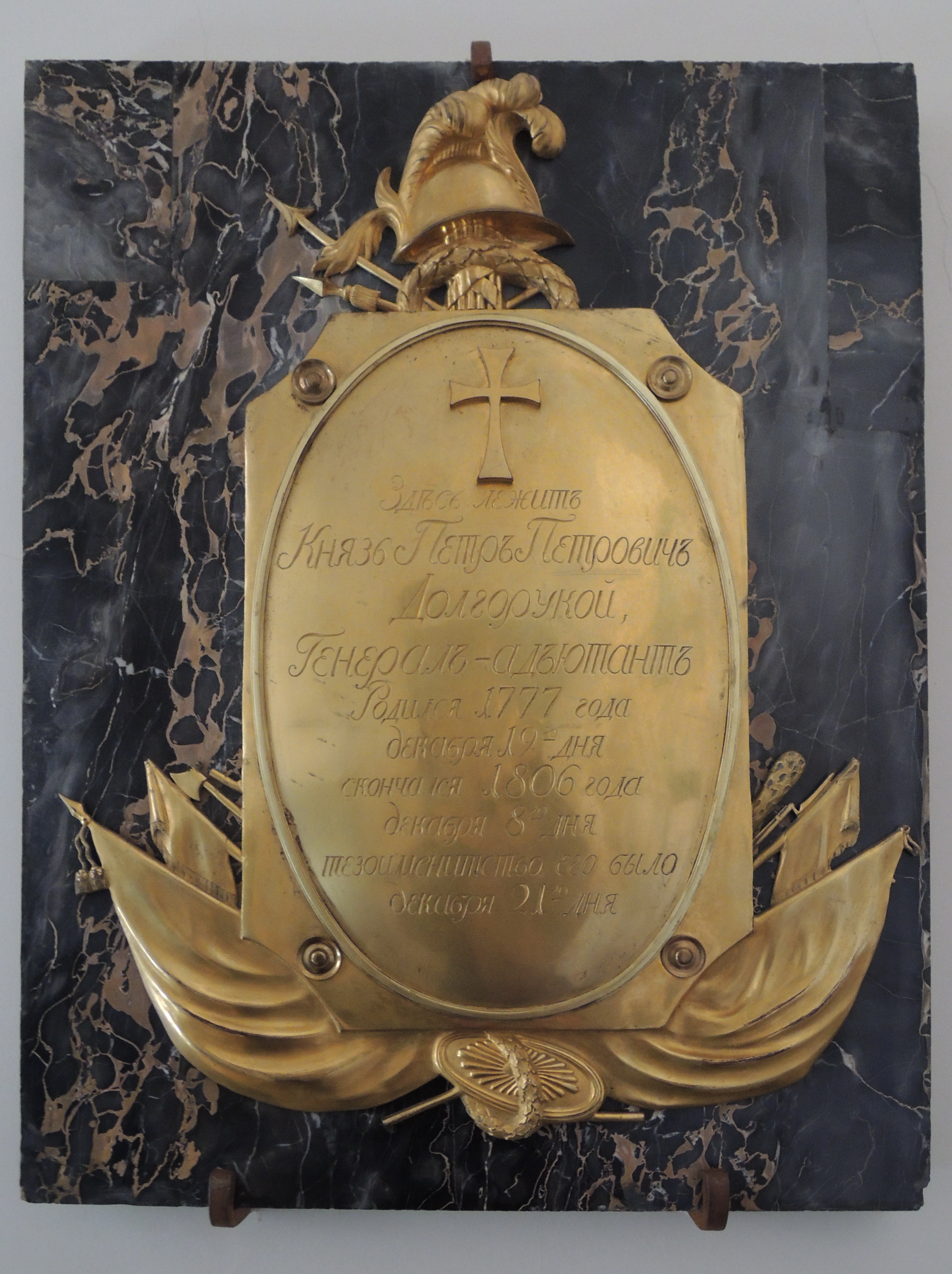
La tomba di Dolgorukov

Dolgorukov partì al galoppo per San Pietroburgo con una tale fretta che gli aiutanti gli rimasero indietro di diversi giorni di viaggio. Giunto al galoppo nella capitale, stanco e abbattuto, fu subito ricevuto dall'imperatore e ebbe con lui un lungo consulto. Quella stessa sera Dolgorukov cadde malato e venne accolto in una delle stanze del Palazzo d'Inverno. I medici non riuscirono a bloccare l'avanzata della sua malattia che venne riconosciuta essere febbre tifoidea. Morì una settimana dopo, l'8 dicembre 1806 e venne sepolto nel monastero di Sant'Aleksandr Nevskij.